# San José, Tetela de Ocampo
San José är en ort i Mexiko.   Den ligger i kommunen Tetela de Ocampo och delstaten Puebla, i den sydöstra delen av landet, 150 km öster om huvudstaden Mexico City. San José ligger 2 148 meter över havet och antalet invånare är 390.
Terrängen runt San José är varierad, och sluttar norrut. Runt San José är det ganska tätbefolkat, med 67 invånare per kvadratkilometer. Närmaste större samhälle är Tetela de Ocampo, 4,5 km nordväst om San José. I omgivningarna runt San José växer i huvudsak blandskog.